# ときわ路パス
ときわ路パスは、東日本旅客鉄道（JR東日本）が発売する特別企画乗車券。本項では、姉妹品であるときわ路フリーきっぷについても併せて記す。

## 概要
茨城県内のJR東日本のほぼ全路線と、関東鉄道常総線全線・竜ヶ崎線全線、鹿島臨海鉄道大洗鹿島線全線、ひたちなか海浜鉄道湊線全線、真岡鐵道真岡線全線の列車に乗車できる。

- JR線の特急・急行列車・指定席車・グリーン車は、対応する料金券（特急券・急行券・指定席券・グリーン券）を別途購入すれば利用できる。
- 真岡鐵道のSLもおかはSL整理券を別に購入すれば乗車できる。
- 2023年度までは割安な大人の休日倶楽部会員用が存在したが、2024年度はなくなった。（2023年度まで存在した大人の休日倶楽部会員用ときわ路パスを利用の場合、これらの料金券は、当フリーエリア内では利用距離にかかわらず「大人の休日倶楽部」割引を適用できた。）
- 2024年度は、紙の「ときわ路パス」に加えて、フリーエリア外でもスマートフォンからの購入が可能な「ときわ路パス（デジタル）」が発売される。

### 利用可能日
通年では発売しておらず、発売期間・利用期間は年度によりだいぶ異なる。利用期間内の土休日および茨城県民の日（11月13日）に利用できる。
2024年度は茨城県民の日（2024年11月13日（水曜））にも利用できる。（2023年度までは茨城県民の日が平日の場合は利用できなかった。）
有効期限は1日限り。
- 2024年度の発売期間・利用期間

以下の発売期間は紙版のもので、デジタル版の発売期間は利用期間に同じ
　夏季　発売期間：2024年6月13日〜2024年9月1日、利用期間：2024年7月13日〜2024年9月1日の土休日
　秋季　発売期間：2024年9月5日〜2024年12月22日、利用期間：2024年10月5日〜2024年12月22日の土休日および2024年11月13日
　冬季　発売期間：2025年1月8日〜2025年3月30日、利用期間：2025年2月8日〜2025年3月30日の土休日
- 2023年度の発売期間・利用期間（一般用・大人の休日倶楽部用共通）[2]

　夏季　発売期間：2023年6月15日〜2023年8月27日、利用期間：2023年7月15日〜2023年8月27日の土休日
　秋季　発売期間：2023年9月1日〜2023年12月24日、利用期間：2023年10月1日〜2023年12月24日の土休日
　冬季　発売期間：2024年1月10日〜2024年3月31日、利用期間：2024年2月10日〜2024年3月31日の土日休

### 発売
紙版のものは利用日の1か月前より発売する。デジタル版の発売期間は利用期間に同じ（前述）。
- 紙版

紙版のものはフリーエリア内のJR東日本の主な駅の指定席券売機、みどりの窓口で発売で、大人2,180円、こども550円。（価格は2024年度のもの）（2023年度までは大人の休日倶楽部会員用もあり、価格は1,670円であった。）
- デジタル版：大人2,180円（こども用の発売なし）

2013年3月利用分までは大人2,000円、小児500円、大人の休日倶楽部会員1,500円、2019年4月利用分までは大人2,150円、小児540円、大人の休日倶楽部会員1,650円であった。

## 乗り降り自由となる区間
| 鉄道会社           | 路線名     | 区間                                    | 備考     |
| ------------------ | ---------- | --------------------------------------- | -------- |
| JR東日本           | 常磐線     | 取手駅 - 大津港駅                       |          |
| JR東日本           | 水戸線     | 小田林駅 - 友部駅                       |          |
| JR東日本           | 水郡線     | 水戸駅 - 下野宮駅 上菅谷駅 - 常陸太田駅 |          |
| JR東日本           | 鹿島線     | 鹿島サッカースタジアム駅 - 潮来駅       |          |
| 関東鉄道           | 常総線     | 取手駅 - 下館駅                         | 全線全駅 |
| 関東鉄道           | 竜ヶ崎線   | 佐貫駅 - 竜ヶ崎駅                       | 全線全駅 |
| 鹿島臨海鉄道       | 大洗鹿島線 | 水戸駅 - 鹿島サッカースタジアム駅       | 全線全駅 |
| ひたちなか海浜鉄道 | 湊線       | 勝田駅 - 阿字ヶ浦駅                     | 全線全駅 |
| 真岡鐵道           | 真岡線     | 下館駅 - 茂木駅                         | 全線全駅 |

- JR東日本

鹿島線と取手駅以外は、水戸支社管内で茨城県内にある区間を指定している。鹿島線は千葉支社、取手駅は東京支社管内である。
古河駅は茨城県内ではあるがフリーエリアには入っていない。
- 真岡鐵道

栃木県内も含めて全線が利用可能。

## 備考
- 当初(いつ?)は私鉄や取手駅、鹿島線、下野宮駅では使用できず（茨城県内に所在しかつJR東日本水戸支社が管轄する駅のうち、下野宮駅を除く駅間が有効範囲）、大人1600円、こども800円であった。
- 関東鉄道常総線内各駅の自動改札機には対応しておらず、有人改札を通る必要がある（取手駅の連絡口の自動改札は通行可）。
- 2007年3月限りで廃止された鹿島鉄道鹿島鉄道線も、全線で利用できた。
- 大洗鹿島線全線と鹿島線が利用できるようになったのは、2007年春季の販売分からである。それまでは、大洗鹿島線は水戸駅 - 新鉾田駅間のみで、新鉾田以南と鹿島線は利用できなかった。
- 2014年4月5日利用分からは、関東鉄道竜ヶ崎線・真岡鐵道真岡線（栃木県内も含め全線）も利用可能となった。
- 茨城県内でも首都圏新都市鉄道（つくばエクスプレス）、東北本線（宇都宮線・湘南新宿ライン・上野東京ライン）古河駅は利用できない。
- 以前は勿来駅 - 四ツ倉駅間からフリーエリア（大津港駅）までの往復乗車券も含む「ときわ路フリーきっぷ」も発売していた。価格は大人2,350 - 3,100円、小児650 - 1,000円（発駅により異なる）。